# Script Supervisor
Script Supervisor ist eine Bezeichnung, die bei US-amerikanischen Spielfilmen und Fernsehserien Verwendung findet.
Der Script Supervisor ist während der Dreharbeiten am Filmset und hat dafür Sorge zu tragen, dass jede Änderung des Drehbuchs – beispielsweise Änderungen von Dialogen oder von Handlungsabläufen – protokolliert und festgehalten wird.
Da der Drehbuchautor während dieses Prozesses meist nicht am Set ist, muss eine andere Person diese sehr gewissenhaft und genau auszuführende Aufgabe übernehmen. Je genauer die Änderungen festgehalten wurden, desto übersichtlicher kann der Filmeditor arbeiten, kann die Filmmusik adaptiert werden und umso einfacher können u. a. Pick-up-Aufnahmen (nachträgliche kleine Ergänzungen) produziert werden. Außerdem werden auf diese Weise Continuity-Fehler vermieden.
Die Aufgabe des Script Supervisors übernehmen meist der Story Editor bzw. angehende Drehbuchautoren; dabei sind knapp 90 Prozent aller „Script Supervisors“ Frauen. Im deutschsprachigen Raum herrscht ein anderes System, das mit diesem nicht vergleichbar ist. Die deutsche Bezeichnung, die diesem Beruf am nächsten kommt, ist Script/Continuity (früher auch Script Girl genannt; diese Bezeichnung gilt aber als veraltet und nicht mehr gebräuchlich).